# Jean-Christophe Coubronne
Jean-Christophe Coubronne (Lione, 30 luglio 1989) è un calciatore francese, difensore svincolato.

## Carriera

### Club
Il calciatore nato a Lione e cresciuto ad Arles si trasferisce all'età di 13 anni nel vivaio del Sochaux e, non essendo arrivato ad esordire nella Ligue, all'età di 20 anni si trasferisce da svincolato in Italia presso il Novara, squadra militante in Prima Divisione.
Si ritaglia un posto in prima squadra firmando 14 presenze senza siglare reti aiutando la sua squadra a compiere il salto di categoria.
In Serie B il giocatore trova sempre meno spazio chiudendo la stagione con all'attivo solamente 4 presenze (scendendo però in campo da titolare nella finale d'andata dei Play Off allo Stadio Euganeo di Padova) e venendo anche aggregato un paio di volte con la primavera. Al termine della stagione il Novara riesce a vincere i playoff e a centrare l'obiettivo della promozione in Serie A.
Nonostante durante la sessione di calciomercato estivo per il giocatore si fossero profilate diverse possibilità di giocare in prestito, con sorpresa egli rimane a Novara trovando anche l'esordio in Serie A sotto la guida di Emiliano Mondonico il 19 febbraio 2012 nella partita pareggiata a reti inviolate in casa con l'Atalanta. Al termine della stagione il Novara retrocede nuovamente in Serie B ed il giocatore non trova spazio fino al termine della stagione.
A giugno 2012 non rinnova il suo contratto con il Novara rimanendo quindi svincolato dal 1º luglio 2012.
Dal 1º luglio 2013 viene ingaggiato dai portoghesi dell'Olhanense.

## Palmarès

### Club
- Lega Pro Prima Divisione: 1

Novara: 2009-2010
- Supercoppa di Lega di Prima Divisione: 1

Novara: 2009-2010